# Maladie mortelle
Pour plus de détails, voir Fiche technique et Distribution.
Maladie mortelle est un film français réalisé par François Weyergans et sorti en 1977.

## Fiche technique
- Réalisation : François Weyergans
- Durée : 90 minutes
- Date de sortie : 1977

## Distribution
- Laurent Terzieff
- Anny Duperey
- Carla Marlier
- Agneta Nilson